# Ali Ibrahim (Leichtathlet)
Ali Foulieh Ibrahim (arabisch على فوليه إبراهيم; * 15. Februar 1971) ist ein ehemaliger dschibutischer Mittelstreckenläufer.

## Karriere
Ibrahim trat bei den Olympischen Sommerspielen 1996 in Atlanta an. Im Wettkampf über 1500 Meter schied er als Zehnter seines Vorlaufs aus.